# Exochella
Exochella is een mosdiertjesgeslacht uit de familie van de Exochellidae en de orde Cheilostomatida. De wetenschappelijke naam ervan is in 1888 voor het eerst geldig gepubliceerd door Jullien.

## Soorten
- Exochella areolata Okada & Mawatari, 1937
- Exochella armata (Hincks, 1882)
- Exochella avicularis Hayward, 1991
- Exochella conjuncta Brown, 1952
- Exochella cryptodontia Min, Seo, Grischenko & Gordon, 2017
- Exochella discors Hayward, 1991
- Exochella dubia Livingstone, 1929
- Exochella elegans Hayward, 1991
- Exochella frigidula Winston, Vieira & Woollacott, 2014
- Exochella hymanae (Rogick, 1956)
- Exochella japonica (Ortmann, 1890)
- Exochella jullieni Gordon, 1989
- Exochella levinseni Gordon, 1989
- Exochella lobata Levinsen, 1909
- Exochella longirostris Jullien, 1888
- Exochella marionae Hayward, 1991
- Exochella moyanoi Ramalho & Calliari, 2015
- Exochella munita (MacGillivray, 1883)
- Exochella quadrispinosa De Blauwe & Gordon, 2014
- Exochella rogickae Hayward, 1991
- Exochella rossi Hayward, 1991
- Exochella tricuspis (Hincks, 1881)
- Exochella tropica Winston & Woollacott, 2009
- Exochella umbonata Hayward, 1991